# Aprostocetus flavicollis
Aprostocetus flavicollis är en stekelart som först beskrevs av Girault 1937.  Aprostocetus flavicollis ingår i släktet Aprostocetus och familjen finglanssteklar. Inga underarter finns listade i Catalogue of Life.